# First Canadian Place

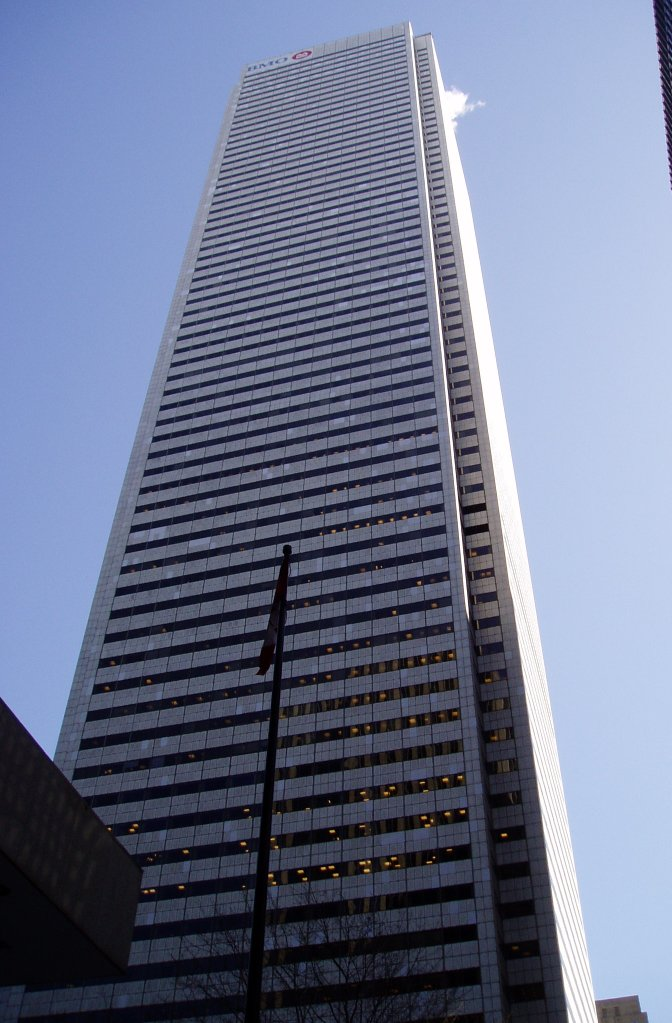
First Canadian Place

First Canadian Place este un zgârie-nori situat în Toronto, Ontario, Canada. Clădirea a fost construită după planurile arhitecților Bregman și Hamann în anul 1975 și are o înalțime de 355 m cu antenă iar fără antenă de 298,1 m.